# Tezuka Makoto
Tezuka Makoto (手塚 眞) hay còn được biết với tên Macoto Tezka là một đạo diễn phim và anime người Nhật, ông là con trai của cố mangaka Tezuka Osamu. Makoto sinh ngày 11 tháng 8 năm 1961 tại Tokyo, Nhật Bản. Ông sở hữu một phần của Tezuka Productions và hỗ trợ trong việc phát hành các tác phẩm của cha mình sau khi ông qua đời. Makoto cũng có một công ty riêng tên là Neontetra.

## Các tác phẩm tiêu biểu

### Phim
- Hakuchi (diễn viên: Tadanobu Asano, Miyako Koda, và Reika Hashimoto, 1999)
- Jikken eiga (diễn viên: Masatoshi Nagase và Reika Hashimoto, 1999)
- Black Kiss (đổi tên từ Synchronicity, diễn viên: Masanobu Andō, Kaori Kawamura, and Reika Hashimoto, 2004)
- A Man, A Woman And A City (series phim ngắn cho nghệ sĩ John Foxx, 2016)[1]

### Anime
- Akuemon (OAV): Đạo diễn
- Black Jack (2004 TV): Đạo diễn
- Black Jack 21 (TV): Đạo diễn
- Black Jack Special:: Inochi wo Meguru Yottsu no Kiseki: Đạo diễn
- Black Jack: Futari no Kuroi Isha (movie): Đạo diễn
- Dr. Pinoko no Mori no Bouken (movie): Giám sát

### Manga
- Black Jack Alive: Vẽ
- Pluto (manga): Tổng giám sát
- Atom: The Beginning: Cốt truyện

### Game trên PC
- Fin Fin on Teo the Magic Planet (OAV): Đạo diễn